# Umbra versa

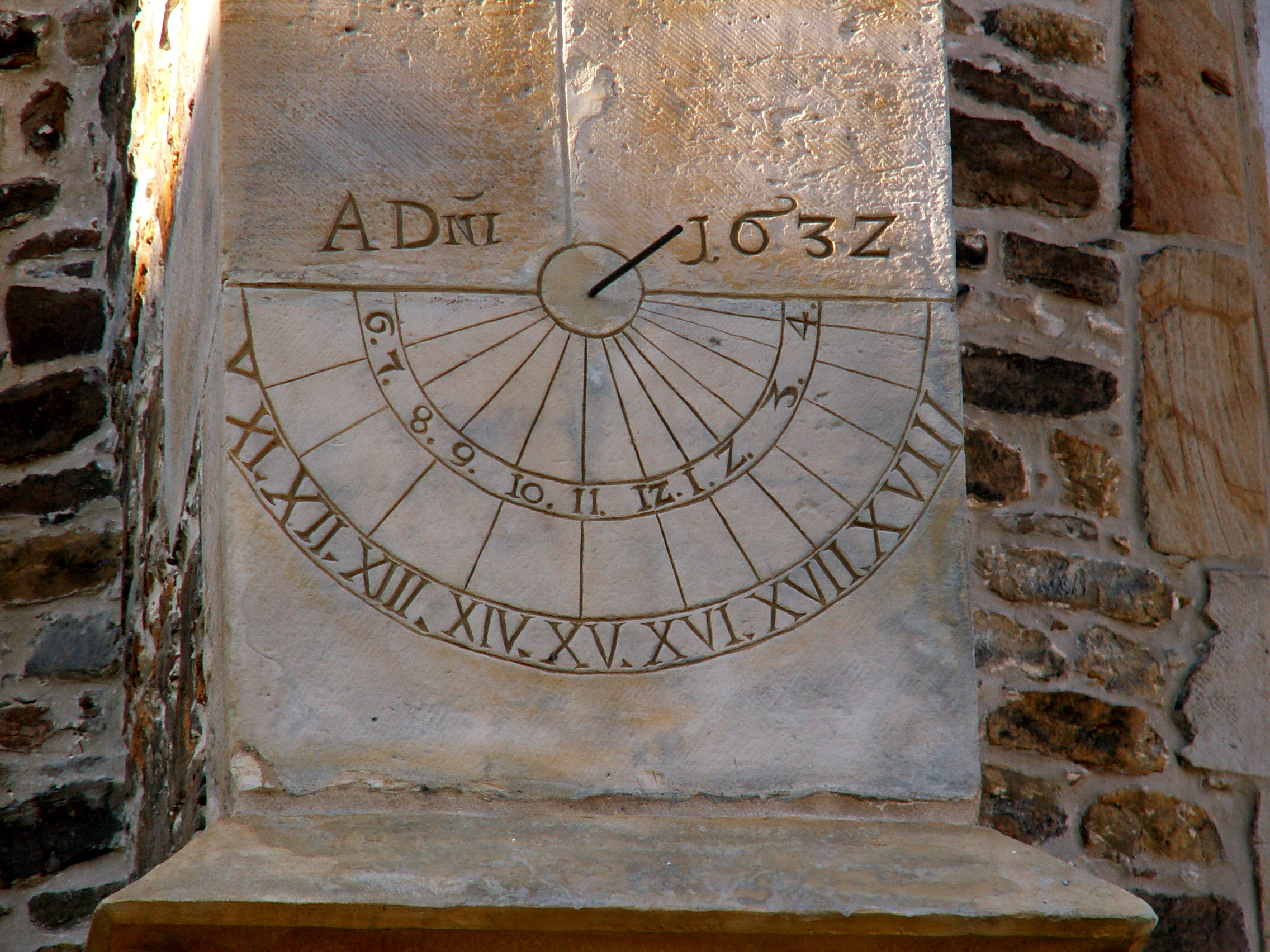
Un ortostilo clavado en un reloj vertical proporciona una umbra versa.

En gnomónica se denomina umbra versa a la sombra que arroja un ortostilo sobre una pared,  similarmente se denomina a la razón entre la longitud de la sombra y la longitud del ortostilo que la genera. El concepto se opone a umbra recta, que es la sombra arrojada sobre una superficie horizontal por un ortoestilo. Está muy relacionado con el concepto de cotangente y antiguamente era calculado con una tabla especial adosada al astrolabio que a veces se denominaba «cuadrante de sombras».

## Historia
La umbra versa está muy relacionada con la historia de la trigonometría, ya que las primeras tablas de tangentes estaban en las partes traseras de los astrolabios árabes en los años 860 y usaban indistintamente los conceptos de umbra recta y umbra versa. Viète usó los términos posteriormente como amsinus y prosinus. El nombre de tangente fue usado por primera vez por Thomas Fincke en 1583. El término «cotangens» fue usado por primera vez por Edmund Gunter en 1620.

## Usos
En los astrolabios se suele encontrar una relación entre la umbra recta y la versa.
|                             |
| Relación entre ambas umbras |

|                        |
| Uso en los astrolabios |